# Dysmilichia purpurascens
Dysmilichia purpurascens är en fjärilsart som beskrevs av George Francis Hampson 1910. Dysmilichia purpurascens ingår i släktet Dysmilichia och familjen nattflyn. Inga underarter finns listade i Catalogue of Life.